# Record of Lodoss War (videogioco)
Record of Lodoss War (ロードス島戦記?, Rōdosu-tō Senki) è un videogioco di ruolo alla giapponese pubblicato dalla Kadokawa Shoten per Super Nintendo il 22 dicembre 1995 esclusivamente in Giappone. Il videogioco è ispirato all'anime Record of Lodoss War. Il suo gameplay è molto simile a quello della saga Final Fantasy, con alcuni elementi tipici di Dungeons & Dragons.